# Un marziano a Roma
Un marziano a Roma è un film per la televisione del 1983, per la regia di Bruno Rasia e Antonio Salines (anche protagonista), versione televisiva prodotta dalla Rai dell'omonima commedia teatrale di Ennio Flaiano del 1960, a sua volta ispirata a un breve racconto satirico-fantascientifico di Flaiano del 1954.
Fu trasmesso dalla Rai sul canale Rai Uno il 6 agosto 1983.

## Trama
Kunt, un alieno proveniente dal pianeta Marte, atterra con la sua astronave a Roma, nei pressi di Villa Borghese. Allo stupore dei romani si accompagna subito un'enorme curiosità. La sua presenza infatti desta, almeno inizialmente, grande scalpore tra i cittadini e nei media: tutti desiderano vederlo, salutarlo, parlargli, intervistarlo. Kunt viene anche ricevuto in udienza dal papa in Vaticano. Passato tuttavia un po' di tempo e svanito un po' alla volta l'effetto della novità, i romani si abituano a vederlo e iniziano a ignorarlo. Ormai nessuno gli bada più e il marziano si aggira solitario e malinconico per le vie della città. La gente ormai lo sbeffeggia, convincendolo a ripartire.

## Produzione
Un marziano a Roma nacque come breve racconto satirico che Ennio Flaiano aveva scritto nel 1954, agli esordi della fantascienza come genere popolare in Italia, e pubblicato sulla rivista Il Mondo. Da esso lo stesso Flaiano trasse una commedia teatrale, portata in scena per la prima volta dalla compagnia del Teatro Popolare Italiano di Vittorio Gassman, al Teatro Lirico di Milano il 23 novembre 1960. Interpreti erano Vittorio Gassman, Carlo D'Angelo, Ilaria Occhini, Carmen Scarpitta, Carlotta Barilli, per la regia di Gassman e con la partitura musicale di Guido Turchi. Fu un clamoroso insuccesso, accolto dai fischi e dalle pernacchie del pubblico; malgrado ciò la commedia è stata più volte riproposta nel corso del tempo da numerose compagnie, divenendo una delle opere teatrali più note di Flaiano.
Anche Federico Fellini aveva avuto tra i suoi molti progetti nel 1958 la riduzione cinematografica della storia di Flaiano (il quale gli fornì numerose sceneggiature per i suoi film), ma il regista aveva abbandonato l'idea.
Il co-regista del film Antonio Salines (che interpreta anche il marziano Kunt) aveva già diretto allestimenti teatrali della commedia e gli fu affidata la regia di questa messa in scena per la televisione italiana del 1983, affiancato da Bruno Rasia.

## Critica
Una delle fonti di ispirazione per il racconto e la commedia di Flaiano sarebbe stato il film Ultimatum alla Terra di Robert Wise (1951). Sergio Donati al riguardo scrisse:

## Influenza culturale
L'idea alla base della storia di Flaiano è stata ripresa nel film Il disco volante di Tinto Brass (1964) come pure in Ciao marziano di Pier Francesco Pingitore (1980)  e in un segmento, interpretato da Roberto Benigni, di To Rome with Love di Woody Allen.